# Diätar
Diätare (Diätarius) waren Beamte, die nur zeitweise eingestellt waren und außerhalb des Etats besoldet wurden. 
Die Bezeichnung war besonders im Königreich Preußen üblich. Die Diätare bezogen ihr Gehalt monatlich, selten tageweise. Sie hatten keinen Anspruch auf Wohnungsgeld, Umzugskosten und ähnliche Leistungen. Der Dienstvertrag konnte jederzeit gekündigt werden.
Eisenbahner und Lehrer begannen ihre Laufbahn oft als Diätare. Im Schulwesen der Bundesrepublik Deutschland entsprachen sie dienstrechtlich etwa den „zur Anstellung“ stehenden Assessoren z. A.